# Struvite
La struvite è un minerale, un fosfato idrato di ammonio e magnesio, che deriva il suo nome da quello del diplomatico tedesco Heinrich Christian Gottfried von Struve (1772-1851).

## Abito cristallino
Cristalli in forma di prismi tozzi, tabulari, cuneiformi e in concrezioni.

## Origine e giacitura
La genesi di questo minerale è secondaria.

## Forma in cui si presenta in natura
Si presenta in cristalli equidimensionali.

## Caratteri fisico-chimici
Debolmente solubile in acqua; fonde facilmente. Se riscaldata, libera acqua e ammoniaca. Diventa opaca per disidratazione. Colora la fiamma di verde e si scioglie negli acidi.

## Località di ritrovamento
A Brunswick, presso Amburgo; nella Skipton Cave, in Australia; nell'isola di Reunion, nell'oceano Indiano e a Saldanha Bay, in Sudafrica.

## Voci correlate

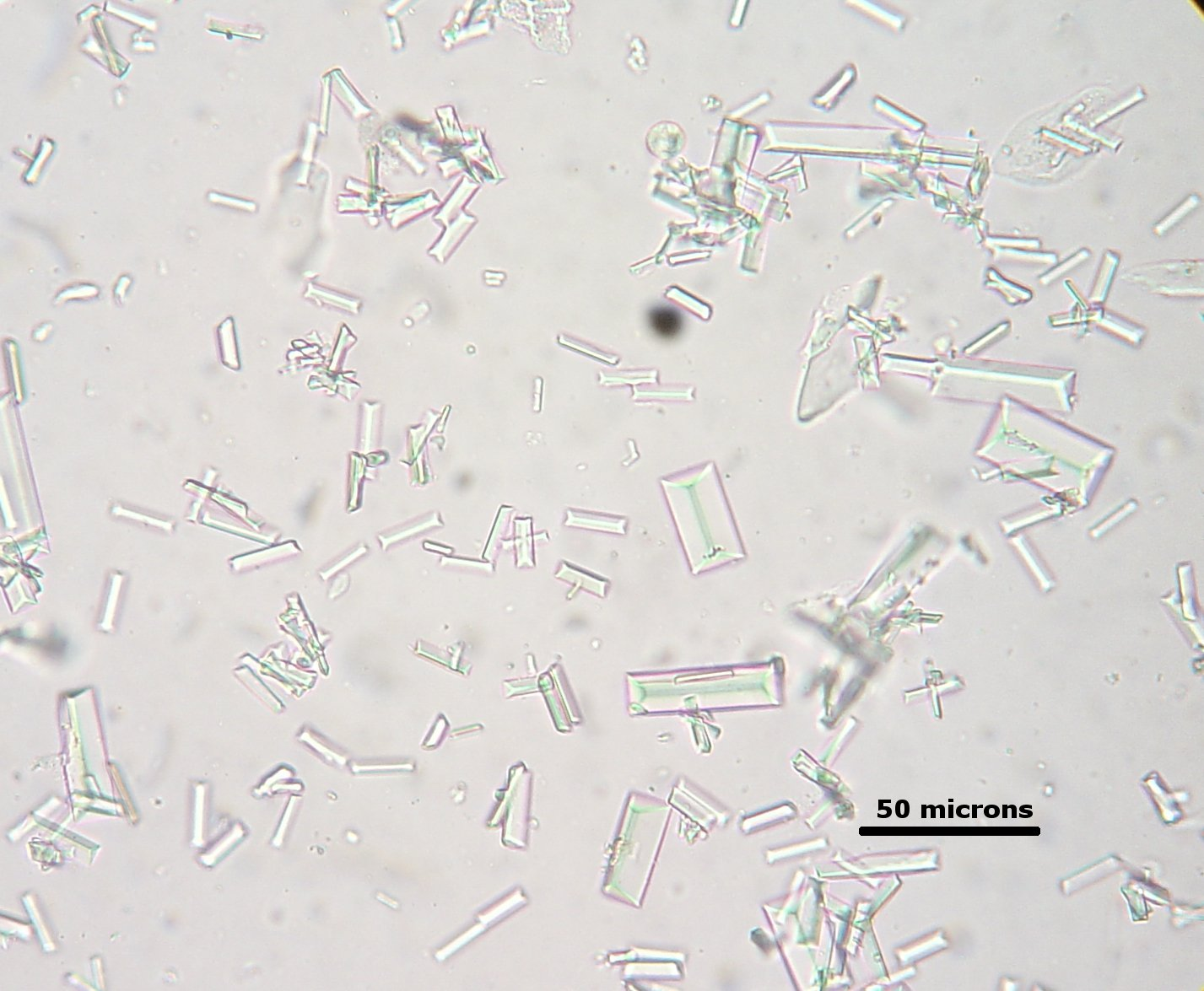
Cristalli di struvite presenti nel sedimento urinario di cane